# Pinchi
Óscar Francisco García Quintela ou Pinchi (A Corunha, 17 de janeiro de 1996) é um futebolista profissional espanhol que atua como meia.

## Carreira
Pinchi começou a carreira no Deportivo La Coruña.